# Condiția Penelopei
Condiția Penelopei este un film românesc din 1977 regizat de Luminița Cazacu.